# 虞出庫真
虞出庫真（?—?），5世纪前期库莫奚首领。
库莫奚是宇文鲜卑的别支，与契丹在五胡十六国后期开始崛起。414年，库莫奚首领虞出库真率部落三千人请求与北燕互市，向北燕献马千匹，北燕君主（天王）冯跋同意了，把他们安置在营丘互市。